# 혜은이
혜은이(영어: Hyeeunyee, 본명: 김승주, 1954년 9월 15일 (음력 8월 19일) ~ )는 대한민국의 가수이다. 대표곡으로 《당신은 모르실 거야》, 《열정》, 《감수광》, 《제3한강교》, 《당신만을 사랑해》, 《뛰뛰빵빵》, 《독백》, 《비가》, 《파란 나라》 등이 있다.

## 생애
1954년 9월 15일(양력) 대한민국 제주도 제주에서 《낙랑쇼》의 단장이자 유명 변사였던 전직 중고등학교 영어 교사 김성택의 3남 3녀 중 장녀이자 셋째로 출생하였다. 1959년 9월 23일부터 전라남도 목포에서 잠시 유아기를 보낸 적이 있다. 만 7살 때(1962년) 충청남도 대전시 선화동으로 이주하여 그곳에서 자랐다. 독서에 취미가 있고 재즈댄스에 특기가 있다.
1983년 4월 13일 부친이 사망했고, 2003년에 모친이 사망했다. 1984년 사업가 최정수와 결혼했고 딸(1984년생)을 두었으나, 1988년 이혼했다. 이후 1990년 배우 김동현과 결혼했고 아들(1991년생)을 두었으나, 2019년 이혼했다.
사촌 동생은 음악 그룹 "서울 패밀리"의 보컬리스트 김승미이고 사촌 제부(김승미의 남편) 또한 음악 그룹 "서울 패밀리"의 보컬리스트 김윤호이다. 사돈 친인척에 엄토미(색소포니스트), 엄앵란(배우) 등이 있다.
처음엔 생계를 위해 미8군 무대 마지막 주자로 대사관클럽에서 하우스싱어로, 옛 무교동의 극장식 맥주를 파는 야간 업소에서 노래를 하기 시작했다. 기존 가수들과 달리 목소리와 예명이 특이하고, TV카메라 화면도 잘 받아서 대중의 관심을 더 받았다고 한다. 혜은이라는 이름은 작곡가 엄진이 지어주었다.
1975년 《당신은 모르실 거야》라는 곡이 수록된 1집 음반을 발표하여 데뷔하였다. 발매 직후에는 큰 반응은 없었으나, 1년 뒤인 1976년부터 1집 음반은 히트하기 시작했고 이듬해 1977년까지 그 인기가 이어지며, 그해부터 폭발적인 가창력과 미모로 혜은이 신드롬을 불러일으켰다.  1977년에는 2집 <진짜 진짜 좋아해>(동명 영화 OST), 3집 <당신만을 사랑해>(동명 영화 OST)가 모두 히트하면서 인기 정상에 올랐다. 10대 가수상, 가수왕, 최고 인기가수상 등 3사 통합 가수왕을 수상했고 패션의 선두주자로 명실공히 대한민국 최고의 아이콘이 되었다. 또한 1집부터 14집까지의 모든 타이틀곡이 1위를 했다.
데뷔 앨범과 연달아 발표한 2개의 앨범이 히트를 기록했지만 아직 혜은이는 원래 가수를 할 생각이 없었고, 아버지가 보증을 서주셨다가 잘못돼서 길에 쫓겨나서 이에 대한 방책으로 어쩔 수 없이 마이크를 잡았다.
1977년 일본 '야마하가요제'에 출전한 후 일본 빅터 레코드사에서 영입 제안을 받기도 했다. '당신만을 사랑해'를 일본어로 내고 조용필에 앞서 일본 활동도 짧게 했다. 당시 일본에선 '강코쿠(한국)노 아이도르'로 소개되었다.
1978년 태평양가요제 입상 후 배우 김자옥과 함께 동남아 지역에 화제를 몰고 다녔던 원조 한류스타이다. 1970년대 젊음의 아이콘으로 인기를 얻었고, <제3한강교>(동명 영화 OST(1979)|길옥윤)로 디스코 열풍을 일으켰다. 최초의 언니부대를 이끌고 다녔으며 패션, 헤어스타일 등의 유행을 창조한 스타이다.
1977년부터 7회 연속, 연말 방송국 시상식에 초대되었고, 1977년과 1979년엔 MBC 10대 가수 가요제에서 가수왕, 최고인기가요상(당신만을 사랑해, 제3한강교)을 수상하였다. 1978년~1980년까지 TBC 여자인기가수상을 수상하였으며 1977년~1980년까지 주한외국기자가 뽑은 최고인기가수로 선정되었다. 1977년 KBS 가요대상 최고인기가수상, TBC 여자가수상을 수상했고, 같은해 MBC 연예대상 가수부문상까지 1977년엔 대한민국의 모든 가수상을 석권하는 진기록을 남겼다.
2002년에는 KBS 가요무대 선정 아름다운 사랑노래 1위(당신만을 사랑해), KBS 가요무대 선정 대한민국 불멸의 노래 4위(당신만을 사랑해)에 선정되었다. 2007년에는 혜은이의 팬들이 후원한 새 음반 <강해야 돼(홍진영 작사/곡)>를 발표하고 콘서트, 무대 공연에 출연했다. 2014년에는 데뷔 40주년을 맞아 3월 29일부터 3월 30일까지 열린 서울 공연(연세대)을 전석 매진으로 대성황리에 마쳤다. 4월부터 계획된 전국투어는 국민의 슬픔과 대한민국을 혼란에 빠뜨린 세월호 침몰 사고로 전면 수정하였으며 발표 예정이었던 신보 음반도 연기되었다. 2015년 5월 26일 데뷔 40주년을 기념하여 다시 한번 팬클럽이 음반을 제작했고, 동료 가수 최백호, 후배 음악인 이채운(작곡가 이호섭의 아들), 김시연 등의 작품 헌정으로 정규 앨범에 앞선 미니 앨범 혜은이 Pre-Listening를 내놓았다.
2020년 4월, 팬클럽이 제작하고 전 세계 최초로 팬클럽 회원들이 코러스를 넣은 노래(그래)와 2019년 콘서트 때 가장 많이 부각된(히트곡제외) '나는 여자예요', '재회'가 수록된 미니앨범이 출반되었다. 또한 레게버전으로 편곡해 홀라당 멤버인 박사장과 콜라보한 감수광도 수록되었다. '그래'는 홍서범이 부른 노래로 원곡과는 확연히 다른 발라드풍의 노래이다. 2018년부터 매년 전국 투어 콘서트를 하고 있으며 2020년 역시 제주시를 비롯 전국 10여 개의 지역에서 콘서트를 계획했다.
2020년, 7월부터 KBS-TV 예능 (같이 삽시다)에 박원숙, 김영란, 문숙(시즌2), 그리고 김청(시즌3)과 함께 출연중이며
새로운 영역으로 활동을 확장하고 있다.
2021년, 2월에 밝고 경쾌한 희망의 노래, (괜찮다)와 (장흥의 소등섬)을 연달아 발표하였다.
2022년 1월 8일, 15일에는 후배 가수 재주소년과 함께 콜리보공을 계획 중이다.

## 학력
- 대전선화초등학교 (졸업)
- 호수돈여자중학교 (졸업)
- 호수돈여자고등학교 (졸업)

## 경력
- 2016년 제주교통안전 홍보대사
- 2017년 김천시의회 홍보대사
- 2025.03.26. 충청남도 《충남방문의 해》 홍보대사, AI 혜은이[11]

## 데뷔
- 1975년 노래 '당신은 모르실거야'

## 정규 앨범
- 1975년 12월 1집 《당신은 모르실거야》
- 1977년 6월 2집 《진짜 진짜 좋아해》 《뛰뛰빵빵》
- 1977년 7월 3집 《당신만을 사랑해》
- 1977년 11월 4집 《성탄과 새해 복 많이 받으세요》(캐롤집/기본 4집)
- 1977년 12월 5집 《서울이여 언제까지나》 《감수광》
- 1978년 8월 6집 《영원히 당신만을》 《서귀포의 꿈》
- 1979년 3월 7집 《제3한강교》 《나는 너를》
- 1979년 8월 8집 《새벽비》 《철새》
- 1979년 12월 9집 《졸업》 《울지 않아요》
- 1980년 6월 10집 《후회》 《추억》
- 1980년 12월 11집 《옛사랑의 돌담길》 《당신과 나》
- 1981년 8월 12집 《잊게 해주세요》 《엄마 없는 아이》
- 1982년 10월 13집 《독백》 《질투》
- 1983년 8월 14집 《작은 숙녀》 《얘들아》
- 1984년 7월 15집 《이별의 종점》 《됐어요》
- 1985년 9월 16집 《열정》 《파란 나라》
- 1987년 1월 17집 《과거사》 《피노키오》
- 1989년 3월 18집 《비가》 《바람같은 그대》
- 1990년 7월 19집 《내 남자》 《잃어버린 추억》
- 1992년 10월 20집 《바람이 지나간 자리》 《나는 여자예요》
- 1995년 11월 21집 《이 어둠에 서서 하늘을 바라보면》
- 2006년 12월 싱글 앨범 《강해야 돼》《여전히》
- 2015년 5월 싱글 앨범 《눈물샘》 《외로움이 온다》
- 2020년 4월 미니 앨범《그래》《재회》
- 2021년 2월 미니 앨범《괜찮다》

## 드라마
- 《왜 그러지》(MBC 1977년)
- 《김형사 강형사》(MBC 1990년)
- 《안녕하세요》(SBS 1995년)
- 《오경장》(SBS 1996년)

## 방송
- 1996년 KBS1 《TV는 사랑을 싣고》
- 2020년 EBS1 《싱어즈》
- 2020년 TV조선 《인생다큐 마이웨이》
- 2020년 KBS2 《박원숙의 같이 삽시다 시즌 2》
- 2020년 MBN 《보이스트롯》
- 2020년 TV조선 《신청곡을 불러드립니다 - 사랑의 콜센타》
- 2020년 KBS2 《TV는 사랑을 싣고》

## 뮤지컬
- 메너포즈(2009년~2011년)
- 넌센세이션(2011년-2012년)
- 사랑해 톤즈(2015년)

## DJ
- 《즐거운 저녁길》(MBC 1978년)
- 《오징어》(KBS 2009년-2010년)
- 《FM 스페셜 스토리》(EBS 2011년)

## MC
- 《모두 모두 즐겁게》(MBC 1982년-1984년)
- 《쇼 토요특급》(KBS 1985년 -초대특별MC)

## 영화
- 《당신만을 사랑해》(1978년) - 승혜 역
- 《제3한강교》(1979년) - 은영 역
- 《멋대로 해라》(1980년) - 마야 역

## 수상 목록
- 2020년 제28회 대한민국 문화연예대상 성인가요 가수부문 대상

## 광고
- 피어리스 피어니 화장품(1978년)
- 탐스(1978년)
- 아동복 루키(1978년)
- 롯데칠성음료 칠성사이다(1978년)
- 코닥 컬러 필름(1979년)
- 캐주얼 의류 행텐(1981년)
- 롯데제과 롯데 빠다코코낫(1987년) 외 50여편

## 가계
- 딸(1984년생)
  - 사위(1989년생)
- 아들(1991년생)